# Jānis Vinters
Janis Vinters is een Letse motorcrosser die onder meer deelnam aan Parijs-Dakar. Hij rijdt voor het Riga SAF moto team KTM. Zijn broer Einars Vinters zit ook in dat team.
In 2003 werd Vinters Europees kampioen rallyraid. In 2004 werd hij vierde in de rally d'Orient en in de Dakar-rally van 2006 werd hij tiende. In 2007 deed hij ook mee aan de Dakar-rally. Hij won twee etappes en eindigde als zesde in het algemeen klassement.